# Pipit antarctique
Anthus antarcticus
Espèce
Statut de conservation UICN

 LC  : Préoccupation mineure
Le Pipit antarctique (Anthus antarcticus) est une espèce d'oiseaux de la famille des Motacillidae. C'est le seul passereau de l'archipel de la Géorgie du Sud et des îles Sandwich du Sud et le seul représentant des Passeri en Antarctique. Il fait partie aussi des rares oiseaux non marins de la région.

## Description
Le pipit antarctique est un grand passereau, avec le dessous couvert de larges stries. Le dessus est brun, fortement marqué sur la tête, le manteau, la croupe et les couvertures caudales, de brun foncé avec quelques lignes blanchâtres. Le dessous est blanc lavé de chamois clair, fortement rayé sur la poitrine et les flancs, avec quelques stries légères sur la gorge et l'abdomen, plus visible chez les juvéniles.

## Population
La population est estimée à environ 9 000 à 12 000 individus. À la suite de l'éradication des rats et des souris, il est possible que la population ait augmenté en raison d'une extension de l'aire de répartition, mais des enquêtes sont nécessaires pour le confirmer.

## Habitat
Il fréquente et se reproduit dans les prairies de basse altitude couvertes de touffes d’herbe, et hiverne principalement sur les rivages libres de glace.

## Nidification
Le nid en forme de coupe est construit d'herbes sèches, tapissé de plumes, et installé dans une touffe d'herbe. De 3 à 5 œufs tachetés de brun y sont pondus.

## Alimentation
Il se nourrit d'insectes et d'araignées, et de crustacés trouvés sur les plages.

## Menaces
L'île subantarctique de Géorgie du Sud a perdu la plupart de ses oiseaux à cause de la prédation par les rongeurs introduits par les gens au cours des siècles.

En 2011 commence l'éradication qui s’est étalée sur plusieurs saisons. En juillet 2017, il n'y avait aucun signe de rongeurs survivants. Le pipit Anthus antarcticus, endémique de Géorgie du Sud, s’est établi dans de nouvelles zones de reproduction exemptes de rats.

À la suite de l'éradication des rats et des souris de l'île, aucune menace connue ne pèse sur cette espèce.

## Protection
Des mesures renforcées de surveillance et de prévention sont nécessaires pour empêcher la réintroduction de rongeurs.